# فرودگاه تاسیوجاک
فرودگاه تاسیوجاک (به انگلیسی: Tasiujaq Airport) یک فرودگاه همگانی باربری با کد یاتا YTQ است که یک باند فرود شن دارد و طول باند آن ۱۰۷۳ متر است. این فرودگاه در کشور کانادا قرار دارد و در ارتفاع ۳۷ متری از سطح دریا واقع شده است.

## شرکت‌های هواپیمایی و مقصدهای پروازی
| شرکت‌های هواپیمایی | مقصدهای پروازی                                            |
| ----------------- | --------------------------------------------------------- |
| ایر اینویت        | اوپالوک، کانگیکسویواک، کانگیرسوک، کویواک، کواگتاگ، سللویت |